# Malik
A malik a király cím arab megfelelője. Régi sémi cím, az i. e. 3. évezredben Ebla királyai a malikum címet viselték. Az iszlám felvétele után háttérbe szorult a szintén arab eredetű szultán címhez képest, amikor a kalifa mellett egyre nagyobb szerepet játszottak az iszlámra megtért török segédcsapatok és vezetőik, a szultán címet felvevő helytartók. A 20. században az arab szultánok – pl. Marokkó – újra a malik címet kezdték használni. Ma a marokkói mellett a szaúdi, jordániai és a bahreini uralkodó is a malik címet viseli. 
A malik női változata a malikah (vagy különféle írásmódjai, mint a malekeh vagy melike), jelentése "királynő".